# Brasílio Itiberê da Cunha Luz

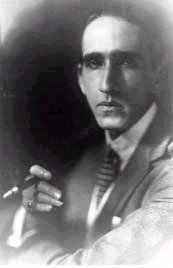
Brasílio Itiberê da Cunha Luz

Brasílio Itiberê da Cunha Luz (* 17. Mai 1896 in Curitiba; † 10. Dezember 1967 in Rio de Janeiro) war ein brasilianischer Komponist.
Itiberê da Cunha Luz, auch Brasílio Itiberê II genannt, war der Neffe des Komponisten Brasílio Itiberê da Cunha des Musikkritikers und João Itiberê da Cunha. Er absolvierte eine Ausbildung als Ingenieur und wirkte als Journalist, Autor von Novellen und Musikkritiker und war außerdem ein guter Pianist.
1934 kam er nach Rio de Janeiro, wo ihn sein Freund mit Heitor Villa-Lobos bekannt machte, der ihn in seinem Interesse für die brasilianische Volksmusik bestärkte. Er beschäftigte sich mit der Folklore der brasilianischen Farbigen und hatte ab 1938 am Conservatório Nacional de Canto Orfeônico und an der ehemaligen Universität des Bundesdistrikt Rio de Janeiro einen Lehrstuhl für musikalische Folklore und Gesangsvereinswesen. 1948 wurde er erster Nachfolger von Paulino Chaves auf dem Stuhl 9 der Academia Brasileira de Música.
Er komponierte mehrere Orchesterstücke, eine Vertonung der 150. Psalms für Chor und Orchester, kammermusikalische Werke, Klavierstücke, Chorwerke und Lieder. 

## Werke
- Invenção nº 1, 1934
- Poema für Klavier, 1936
- Seis Estudos, 1936
- Ponteio para São João, 1938
- Cordão de Prata, 1939
- Suíte Litúrgica Negra für Klavier, 1939
- A Infinita Vigília für Chor, 1941
- O Cravo Tropical für Klavier, 1944
- Introdução e allegro, 1945
- Duplo Quinteto, 1946
- O Canto Absoluto für Chor, 1947
- A Dor, meu Senhor für Chor
- Contemplação für Chor
- Rito do Irmão Pequeno für Chor
- Oração da Noite für Chor
- Invocação für Klavier
- Canto e Dança Suite für Klavier
- Toccata für Klavier
- Quarteto de Cordas número 1
- Trio número 1
- Introdução e Allegro für Flöte, Klavier und Streichquartettsexteto
- Epigrama für Chor
- Prelúdio Vivaz für Orchester
- Salmo 150 für Chor und Orchester